# 巴克山
巴克山（英語：Back Mesa）是南極洲的山峰，座標64°2′S 58°12′W，位於葛拉漢地的詹姆斯羅斯島，處於希登湖以東的烏盧半島，海拔高度740米（2,430英尺），現時由南極條約體系管理。